# Mari Vallisoo
Mari Vallisoo (ur. 12 listopada 1950 w Sassukvere, zm. 4 sierpnia 2013 w Tartu) – estońska poetka. 

## Życiorys
Mari Vallisoo urodziła się 11 maja 1971 r. w miejscowości Sassukvere, w prowincji Jõgeva, w gminie Pala. Uczęszczał do szkoły podstawowej w Ranna i do szkoły średniej nr 8 w Tartu. Pierwsze wiersze Vallisoo pojawiły się w szkolnym almanachu podczas jej lat szkolnych w Tartu. W latach 1970–1973 uczyła się Tallinna Majanduskool, gdzie uzyskała tytuł inżyniera. Vallisoo pracowała w instytucie mechanizacji w dziale obliczeń oraz na Uniwersytecie w Tartu. Od 1983 roku była członkiem Związku Pisarzy Estońskich. Zginęła w wypadku samochodowym 4 sierpnia 2013 r.

## Twórczość
Rozkwit poezji Mari Vallisoo nastąpił w drugiej połowie lat 60. XX w., Debiutancki tom Kallid koerad(1979) spotkał się z dobrym przyjęciem przez krytyków. Pierwsze cztery zbiory wierszy Vallisoo ukształtowały jej styl i zapewniły młodej autorce miejsce wśród elity estońskiej poezji. W swoich dziełach łączyła klasyczną tradycję wywodzącą się z symbolizmu z folklorem i mitologią. W jej wczesnej poezji często występuje w centralnej przestrzeni dom rodziny, życie codzienne, które spotyka się z siłami nadprzyrodzonymi. Z jednej strony jej poezja odzwierciedlała zwykłe otoczenie, z drugiej była mocno nasycona mitycznym poczuciem świata . 

## Nagrody i wyróżnienia
- 1991 – Kirjanike Liidu luulepreemia
- 1992 – Kultuurkapitali luuleauhind
- 1995 – Juhan Liivi luuleauhind
- 2000 – Tartu Kultuurkapitali loominguline stipendium
- 2001 – Juhan Liivi luuleauhind
- 2010 – ajakirja Looming aastapreemia
- 2012 – Eesti Vabariigi kultuuripreemia

## Wybrane dzieła
- Kallid koerad, 1979
- Kõnelen sinuga kevadekuul, 1980
- Rändlinnud kõrvaltoas, 1983
- Kõnelevad ja lendavad, 1986
- Sünnisõnad ja surmasõnumid, 1991,
- Ainsuse olevik, 2000
- Laotuse õlman. Kõllane õtak, 2001,
- Ussisõnad: Kodavere keeles, 2001
- Koidutäht koolivihikus, 2011
- Tabamatu toalävel: valik 1979–2000, 2011
- Viimane vihim, 2013
- Mälestusi maailmast: 1966-2013, 2015